# Parallygus divaricatus
Parallygus divaricatus är en insektsart som beskrevs av Melichar 1903. Parallygus divaricatus ingår i släktet Parallygus och familjen dvärgstritar. Inga underarter finns listade i Catalogue of Life.